# Дом правительства Азербайджана
Дом правительства Азербайджана (азерб. Hökümət evi) — здание правительства Азербайджанской Республики в Баку. Расположено на площади Свободы. Здание находится на проспекте Нефтяников и сливается с Бакинским бульваром.

## Описание
Главное назначение Дома правительства — объединить все министерства и ведущие профильные ведомства в одном здании. В здании работают Министерство энергетики, Министерство экономики, Министерство сельского хозяйства, Государственный комитет по геологии и минеральным ресурсам, Государственный комитет по гидрометеорологии, Государственного комитета по материальным ресурсам, Государственный комитет по улучшения экономики почвы и воды. Позже в здании разместились Министерство культуры и туризма, Агентство по закупкам и Агентство по защите авторских прав, Государственный комитет по проблемам семьи, женщин и детей, офис Комиссара по правам человека (Омбудсман), Государственное агентство по возобновляемым источникам энергии.

## История
В конце 1930-х годов состоялся закрытый конкурс на проектирование Дома правительства в Баку. Победу одержал проект, предложенный архитекторами Л. В. Рудневым, И. В. Ткаченко и В. О. Мунцем. Строительство здания шло с 1936 по 1952 год, прервавшись на время Второй мировой войны. 
В 1952 году прошел конкурс на создание памятника В. И. Ленину, в котором первое место получило предложение скульптора Д. М. Каръягды и архитектора Л. В. Руднева. В 1955 году отлитая из бронзы 
фигура была установлена на гранитном постаменте перед фасадом здания. После обретения в 1991 году Азербайджаном независимости памятник В. И. Ленину был снят и взамен установлен флагшток с государственным флагом страны.
Высота здания — 10 этажей. Перед зданием — 3 этажа арок. В первоначальном проекте арок не существовало. В 1931 году был принят закон, согласно которому строящиеся архитектурные объекты должны иметь национальные особенности во внешнем облике. Вследствие этого положения было утверждено украшение фасада здания арками.
Площадь, на которой расположено здание — 2 гектара. Прототипом для трёх рядов колонн по бокам здания послужила колоннада приёмного зала комплекса дворца Ширваншахов. 
Здание предназначалось для 5 500 сотрудников.
Строительство Дома правительства повлекло за собой архитектурно-планировочное решение оформления пространства перед зданием, которое выполнено в виде площади, получившей имя В. И. Ленина. После 1991 года она переименована в площадь Азадлыг (Площадь Свободы).
В 1960—1970-х годах вокруг Дома правительства был построен комплекс зданий: гостиницы «Азербайджан» и «Апшерон», 16-ти этажные жилые дома на улице Узеира Гаджибекова, здание Азерпочты.
С 1991 года, после обретения независимости Азербайджана, в здании располагалось много организаций и деловых фирм. После полной реконструкции здания все фирмы переместили в другие места в городе, а офисы предоставили правительственным организациям.
С 2006 года по 2010 год шёл ремонт здания, устройство парка вокруг здания.
В 1957 году фотографом Максом Альпертом была  отпечатана открытка с картинкой Дома правительства в зеркальном виде.

## Галерея

Вид с улицы Узеира Гаджибекова
Общий вид на Площадь Свободы и на Дом правительства
Макет в Культурном центре Гейдара Алиева

## В филателии

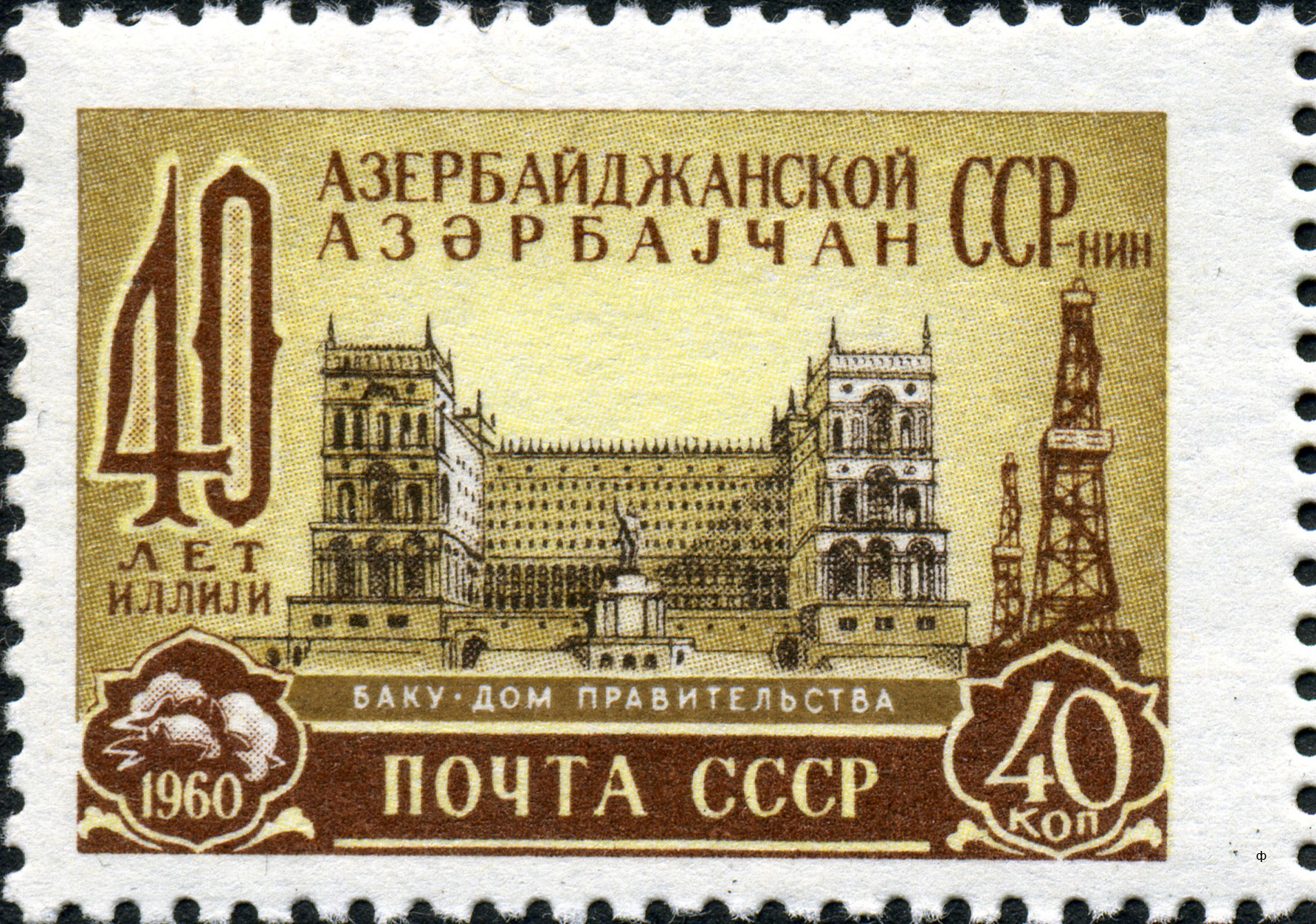
На почтовой марке СССР, 1960
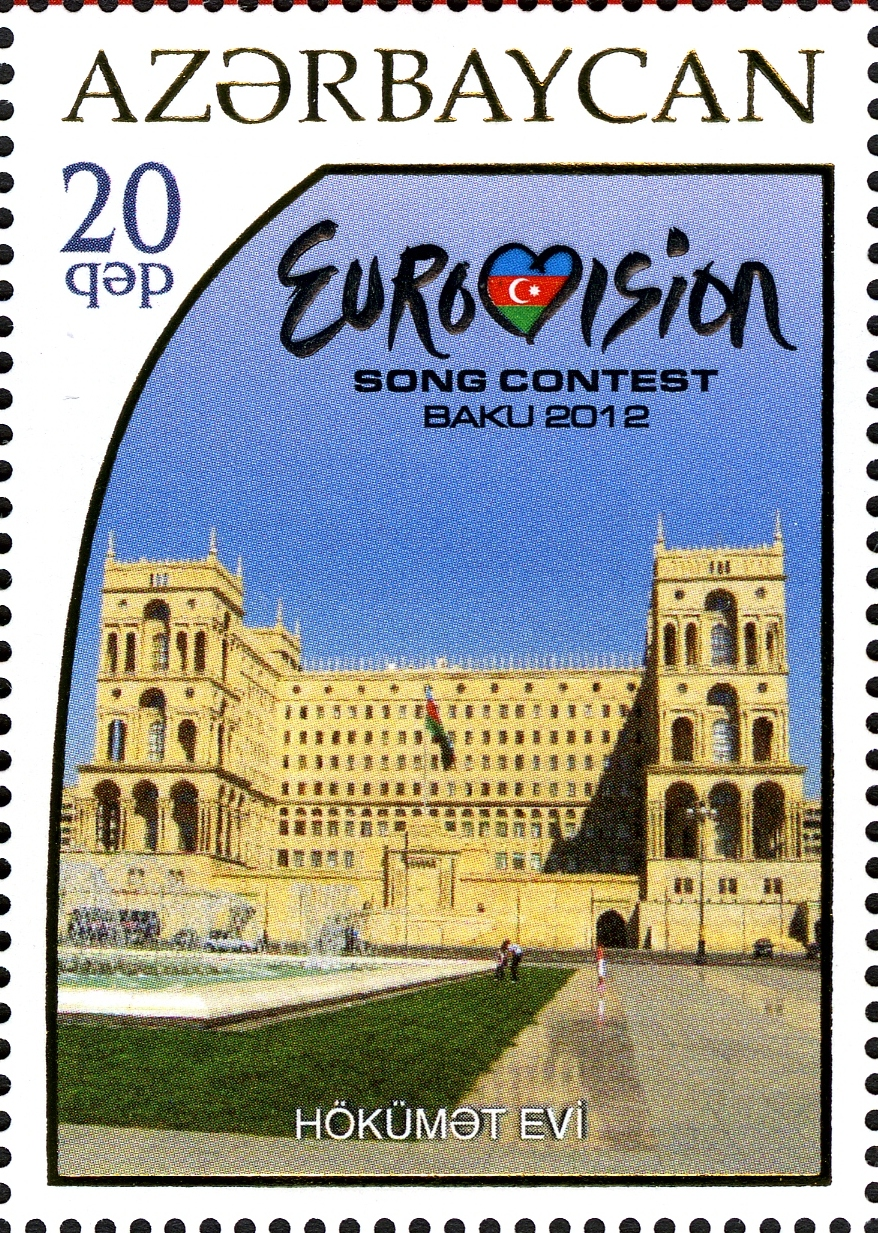
На почтовой марке Азербайджана, 2012